# Louis-Antoine-Marie-Joseph Dollo
Aquest autor és citat en taxonomia animal amb el nom «Dollo».
Louis-Antoine-Marie-Joseph Dollo (Lilla, 7 de desembre del 1857 - Brussel·les, 19 d'abril del 1931) fou un paleontòleg belga, francès de naixement, conegut per haver formulat la llei de Dollo. El 1878, supervisà l'excavació de la cèlebre descoberta de nombrosos fòssils d'Iguanodon a Bernissart (Bèlgica).